# Christmas & Chill
Christmas & Chill is het tweede kerst-ep van de Amerikaanse zangeres Ariana Grande. Het werd op 18 december 2015 uitgebracht door Republic Records. In het ep komen er zes nummers aan bod.

## Tracklist[1]
| Nr.                  | Titel                   | Schrijver(s) | Producent(en)                    | Duur |
| -------------------- | ----------------------- | --- | -------------------------------- | ---- |
| 1.                   | "Intro"                 | Ariana Grande, Victoria McCants, Thomas Lee Brown, Travis Sayles, Steven Franks, Michael D. Foster & Ryan Matthew Tedder | Mr. Franks, Magi, Sayles & Brown | 1:05 |
| 2.                   | "Wit It This Christmas" | Grande, McCants, Brown, Sayles, Foster, Tedder & Peter Lee Johnson                                                       | Mr. Franks, Magi, Sayles & Brown | 2:41 |
| 3.                   | "December"              | Grande, McCants, Brown, Sayles, Foster & Tedder                                                                          | Mr. Franks, Magi, Sayles & Brown | 1:56 |
| 4.                   | "Not Just on Christmas" | Grande, McCants, Brown, Sayles, Foster, Tedder & Johnson                                                                 | Sayles & Brown                   | 2:02 |
| 5.                   | "True Love"             | Grande, McCants, Brown, Sayles, Foster, Tedder & Johnson                                                                 | Mr. Franks, Magi, Sayles & Brown | 2:46 |
| 6.                   | "Winter Things"         | Grande, McCants, Brown, Sayles, Tedder & Johnson                                                                         | Sayles & Brown                   | 2:38 |
| Totale lengte: 13:08 |                         | |                                  |      |